# Kẻ thế thân
Kẻ thế thân (tiếng Anh: The Fall Guy) là một bộ phim hài hành động sắp ra mắt của Mỹ do David Leitch đạo diễn và Drew Pearce viết kịch bản. Đây là bản chuyển thể từ loạt phim truyền hình cùng tên thâp niên 1980 của Glen A. Larson. Phim có sự tham gia của Ryan Gosling và Emily Blunt.

## Tranh cãi
Phim đã bị gỡ xuống trong lịch chiếu của các rạp chiếu phim tại Việt Nam do có hình ảnh quốc kỳ Việt Nam được vẽ trên hộp sọ.